# Al Mahbass
Al Mahbass  (in arabo المحبس‎?) è un centro abitato e comune rurale del Marocco situato nella provincia di Assa-Zag, regione di Guelmim-Oued Noun. Conta una popolazione di 4 208 abitanti (censimento 2014).